# Casa Boleda
La Casa Boleda és un edifici protegit com a bé cultural d'interès local del municipi de l'Hospitalet de Llobregat (Barcelonès).

## Descripció
La casa està situada en la cantonada entre la ronda de la Torrassa i el carrer Rafael Campalans. Té forma aixamfranada, d'aquesta manera la façana té tres cares i dona la sensació de ser molt ample. En tot l'edifici hi ha un joc de volums i d'alçades.
Consta de planta baixa, un pis i golfes. En la zona de la façana que fa xamfrà es troba una gran porta de garatge i al primer pis una porta rectangular dona a una petita terrassa que la seva volada fa de porxo de la planta baixa. D'aquest primer pis arrenquen dues petites torretes, una a cada cantó, de dues plantes i amb teulada a quatre vessants. Aquesta part central de l'edifici està coronada per un terrat amb una balustrada de balustre. Les façanes que queden a banda i banda del xamfrà són similars: tenen teulada a doble vessant amb el carener perpendicular a la façana, les obertures són rectangulars i les del primer pis donen pas a un balcó sense volada. Del centre de la casa s'alça una torratxa amb coberta a quatre vessants i una galeria a la part superior.

## Història
Aquesta casa no té un origen i una autoria clara. S'ha adjudicat a Ramon Puig i Gairalt i també s'ha confós amb la torre d'en Jordà. El projecte d'edifici que es presentà per a construir en aquest solar no es correspon amb l'edifici construït, la qual cosa ha creat més confusió.